# Galeommatidae
Die Galeommatidae sind eine in Meer lebende Muschel-Familie aus der Überordnung der Imparidentia. Die meisten Arten sind Kommensalen von anderen Meeresbewohnern.

## Merkmale
Die kleinen bis sehr kleinen Gehäuse (meist nur im mm-Bereich) sind in der Regel gleichklappig, selten auch ungleichklappig und unregelmäßig, meist aber mehr oder weniger stark ungleichseitig. Die Wirbel sind zum Vorder- oder Hinterende hin verschoben. Die Gehäuse sind im Umriss länglich-eiförmig, länglich-elliptisch, gerundet-rechteckig oder gerundet-dreieckig. Entsprechend sind sie meist länger als hoch. Bei vielen Arten überdeckt der Mantel die äußeren Randbereiche des Gehäuses, den größeren Teil der Klappen, oder das Gehäuse ist völlig vom Mantel bedeckt. Meist klaffen die Gehäuse an der Ventralseite oder der Weichkörper ist so groß, dass er nicht mehr völlig in das Gehäuse passt und das Gehäuse nicht mehr geschlossen werden kann.
Das parvivinculare Ligament ist extern und opisthodet. Oft ist noch ein kleineres, inneres Ligament vorhanden. Das Schloss hat meist eine reduzierte heterodonte Bezahnung. Die Zähne sind oft nur noch Knötchen oder im Adultstadium nahezu ganz reduziert. Die zwei Schließmuskel sind ungefähr gleich groß. Die Mantellinie ist ohne Unterbrechung und Einbuchtung. Der Mantelrand hat eine vordere Einströmöffnung und eine hintere Ausströmöffnung. Der Fuß ist meist zweigeteilt und besitzt meist noch eine funktionelle Byssusdrüse; die Tiere können sich noch mit Byssus anheften.
Die Schale ist dünn, aragonitisch und meist sehr zerbrechlich. Die äußere Lage besteht aus Kreuzlamellen, die innere Lage ist komplex-kreuzlamellar. Die Oberfläche ist meist nur mit mehr oder weniger deutlichen, randparallelen Anwachsstreifen bedeckt. Sie können sich auch mit radialen mehr oder weniger feinen Rippen kreuzen. Das Periostrakum ist sehr dünn und meist farblos.

## Geographische Verbreitung, Lebensraum und Lebensweise
Die Familie ist weltweit in den Meeren verbreitet. Die Arten kommen vom Gezeitenbereich bis in größere Tiefen vor.
Viele Arten leben kommensal mit Fangschreckenkrebsen (Stomatopoda), Einsiedlerkrebsen (Paguroidea), Igelwürmer (Echiura), Spritzwürmern (Sipunculida), Seegurken (Holothuria), Seeigeln (Echinoidea), Schwämmen (Porifera), Krabben (Brachyura) und Maulwurfkrebsen (Thalassinidea). Es gibt auch viele freilebende Arten, die auf der Sedimentoberfläche mit ihrem sehr beweglichen Fuß herumkriechen. Arten der Gattung Chlamydoconcha umgeben ihr Gehäuse völlig mit dem Mantel und sind nacktschneckenartig geworden. Das Gehäuse ist nur noch rudimentär und die Tiere können das Gehäuse nicht mehr schließen. Wenn der umgeschlagene Mantel das Gehäuse weitgehend bedeckt, erinnern diese Formen eher an Schnecken als an Muscheln.
Viele Arten der Galeommatidae sind zwittrig, meist protandrische Zwitter, aber auch simultane Zwitter kommen vor. Es gibt auch getrenntgeschlechtliche Arten mit Zwergmännchen, oder im Weibchen parasitisch lebende Männchen. Soweit bekannt halten bei den meisten Arten die Weibchen die Eier in der Mantelhöhle zurück und entlassen mehr oder weniger weit entwickelte Veliger-Larven ins freie Wasser.

## Taxonomie
Das Taxon wurde bereits 1840 von John Edward Gray aufgestellt. In Unkenntnis dieses Taxon stellte Fritz Nordsieck 1969 erneut eine Familie Galeomatidae auf, zudem in einer Falschschreibung. Der Umfang der Familie ist bislang noch sehr wenig erforscht. Auch insgesamt ist die Gruppe wenig untersucht. MolluscaBase gibt die folgenden Gattungen an:
- Achasmea Dall, Bartsch & Rehder, 1938
- Aclistothyra McGinty, 1955
  - Aclistothyra atlantica McGinty, 1955
- Aenictomya Oliver & Chesney, 1997
- Ambuscintilla Iredale, 1936
- Amphilepida Dall, 1899
- Austrodevonia Middelfart & Craig, 2004
- Axinodon A. E. Verrill & K. J. Bush, 1898
- Barclayia H. Adams, 1875
- Bellascintilla Coney, 1990
- Chlamydoconcha Dall, 1884
  - Chlamydoconcha avalvis Simone, 2008
  - Chlamydoconcha orcutti Dall, 1884
- Coleoconcha Barnard, 1964
- Cymatioa Berry, 1964
- †Divarikellia Cossmann, 1887
- Divariscintilla Powell, 1932
- Duoconclavis Middelfart, 2005
- Ephippodonta Tate, 1889
- Ephippodontina Kuroda, 1945
- Ephippodontoana Habe, 1951
- Ephippodontomorpha Middelfart, 2005
- Fastimysia Iredale, 1929
- Galeomma Turton, 1825
  - Galeomma turtoni Turton, 1825
- Galeommella Habe, 1958
- Halcampicola Oliver, 1993
- Hindsiella Stoliczka, 1871
- Leiochasmea Dall, Bartsch & Rehder, 1938
- Lepirodes P. Fischer, 1887
  - Lepirodes aurantius (Lamarck, 1818)
- Levanderia Sturany, 1905
- Libratula Pease, 1865
- Lionelita Jousseaume, 1888
- Nudiscintilla Lützen & Nielsen, 2005
- Parvikellia Laseron, 1956
- †Passya Deshayes, 1856
- Phlyctaenachlamys Popham, 1939
- Pileatona Laseron, 1956
- Pseudogaleomma Habe, 1964
- Pseudokellia Pelseneer, 1903
- Pythina Hinds, 1845
- Sagamiscintilla Habe, 1975
- Scintilla Deshayes, 1856
- Scintillona Finlay, 1926
- Scintillula Jousseaume, 1888
- Scioberetia F. Bernard, 1895
- Solecardia Conrad, 1849
  - Solecardia eburnea Conrad, 1849
  - Solecardia rotunda (Jeffreys, 1881)
- Spaniorinus Dall, 1900 †
- Thyreopsis H. Adams, 1868
- Troglodytoconcha Middelfart, 2005
- Tryphomyax Olsson, 1961
- Turquetia Vélain, 1877
- Varotoga J. K. Allan, 1950
- Vasconiella Dall, 1899
  - Vasconiella jeffreysiana (P. Fischer, 1873)
- Vermitexta Laseron, 1956
- Virmysella Iredale, 1930
- Yamamotolepida Habe, 1976